# Luciano Pagliarini
Luciano André Pagliarini (født 18. april 1978 i Arapongas, delstaten Paraná) var en af Brasiliens bedste cykelryttere. Han har blandt andet deltaget i OL 2004 i Athen (udgik på grund af mekaniske problemer), og i Tour de France 2005, hvor han udgik på 9. etape.